# Histiotus magellanicus
Histiotus magellanicus är en fladdermus i familjen läderlappar som förekommer i sydvästra och södra Sydamerika. Populationen listades tidvis som underart till Histiotus montanus.

## Utseende
Öronen är på hjässan inte sammanlänkade med en hudremsa. Dessutom har öronen en nästan svart färg och pälsen på hela kroppen är mörk. Hos liknande arter Histiotus montanus och Histiotus macrotus som är pälsen på ovansidan tydlig mörkare än på undersidan. Håren som bildar ovansidans päls är svartbruna vid roten och mörk orangebrun vid spetsen. På undersidan är håren likaså svartbruna vid roten och gulbrun till krämfärgad vid spetsen. Allmänt är öronens längd lite större än bredden. Örats tragus blir smal fram till spetsen.
För ett fåtal exemplar registrerades en kroppslängd (med svans) av 101 till 121 mm, en svanslängd av 40 till 57 mm och en vikt av 10 till 17,5 g. För individerna dokumenterades 45 till 47 mm långa underarmar, en vingspann av 300 till 320 mm och 21 till 26 mm stora öron. Histiotus magellanicus har tandformeln I 2/3, C 1/1, P 1/2, M 3/3, alltså 32 tänder i hela tanduppsättningen.

## Utbredning
Utbredningsområdet sträcker sig från centrala Chile och angränsande regioner av Argentina till Eldslandet. Arten lever i kulliga områden och i bergstrakter mellan 500 och 1200 meter över havet. Habitatet utgörs av skogar i tempererade och subpolära regioner.

## Ekologi
Lätet som används för ekolokaliseringen är i genomsnitt 9,8 millisekunder lång och frekvensen sjunker från 40 kHz till 29 kHz. Mellan två läten ligger cirka 230 millisekunder. Antagligen har Histiotus magellanicus liksom andra släktmedlemmar insekter som byten. Två exemplar vilade under lösa barkskivor. Andra arter av samma släkte bildar små flockar vid sovplatsen.
En hona som var dräktig med ett embryo samt tre honor med aktiva spenar hittades under sommaren (november/december). Andra släktmedlemmar har en fördröjd embryoutveckling.

## Bevarandestatus
Beståndet hotas av skogarnas omvandling till kulturlandskap. Några skogar i Eldslandet försvinner på grund av den amerikanska bäverns aktivitet. Denna gnagare introducerades i regionen. I norra delen av utbredningsområdet är Histiotus magellanicus vanligt förekommande, men längre söderut är den sällsynt. IUCN listar arten som livskraftig (LC).